# Aloísio, Príncipe Herdeiro de Liechtenstein
Aloísio Filipe Maria (Alois Philipp Maria; Zurique, 11 de junho de 1968) é o filho mais velho de João Adão II, Príncipe de Liechtenstein, e sua esposa Maria de Wchinitz e Tettau. Aloísio é o herdeiro aparente de Liechtenstein e atua como regente do principado desde 2004.

## Família
O príncipe Aloísio passou sua infância no castelo de Vaduz, juntamente com seus três irmãos, pais e avós. Recebeu o seu nome em honra do seu bisavô, Aloísio, pai de seu avô paterno, Francisco José II.

## Educação e carreira militar
Aloísio foi educado inicialmente em uma escola primária de Vaduz. Em 1979, passou a estudar no ginásio de Liechtenstein, formando-se na primavera de 1987.
O príncipe depois foi matriculado Real Academia Militar de Sandhurst, na Grã-Bretanha, onde completou seu treinamento militar. Ele serviu como subtenente em Coldstream Guards, um regimento do Exército Britânico, em Hong Kong e em Londres, por aproximadamente seis meses.
Em 1993, Aloísio obteve um mestrado em filosofia do direito pela Universidade de Salzburgo, na Áustria. Teve uma vida de plebeu até maio de 1996, trabalhando em uma firma de auditores em Londres. Retornou então a Vaduz, para cuidar dos bens de sua família.

## Casamento e filhos
Em 3 de julho de 1993, em Vaduz, o príncipe herdeiro Aloísio desposou  a duquesa e princesa Sofia da Baviera, hoje titulada como princesa herdeira de Liechtenstein e condessa de Rietberga. Eles tiveram quatro filhos:
- José de Liechtenstein, nascido em 24 de maio de 1995
- Maria-Carolina de Liechtenstein, nascida em 17 de outubro de 1996
- Jorge de Liechtenstein, nascido em 20 de abril de 1999
- Nicolau de Liechtenstein, nascido em 6 de dezembro de 2000